# 산베이지

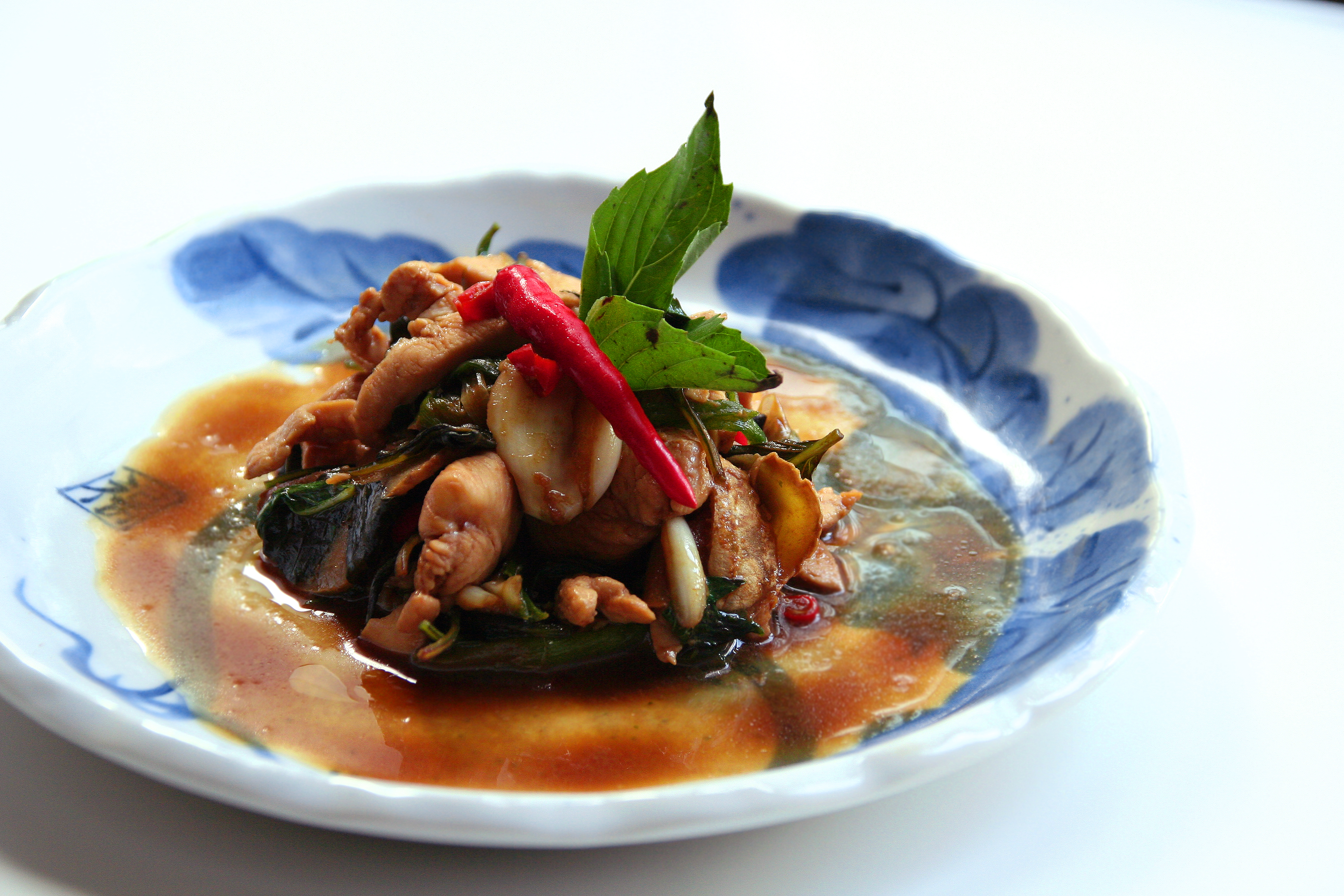

산베이지(三杯雞, 삼배계, '3잔의 닭고기')는 중국 요리에서 인기 있는 닭 요리이며 특히 대만에서 인기 있는 장시 요리와 대만 요리의 가장 상징적인 요리 중 하나이다. 닝두의 명물이 있다. 말레이시아 화교공동체에서 산후조리음식으로도 나온다. 장시식은 매운맛을 내며, 대만식은 맵지 않지만 태국식 바질을 요리에 넣는다.

## 기원
산베이지의 기원에 대한 여러 이야기가 있다. 이 이야기는 종종 뚝배기에 소스 세 컵을 넣고 오랫동안 끓인 요리사와 관련이 있다. 한 가지 버전은 송나라 시대의 국가적 영웅이자 장시 출신인 문천상에 관한 것이다. 문천상은 쿠빌라이 칸의 침략하는 원나라 군대에 의해 체포되어 감옥에서 4년 동안 고문을 받았다. 문천상이 처형되기 전에 (이러한 제한된 자원을 사용하여) 동정심 많은 교도소장이 그를 위해 요리를 요리한 것은 이 기간 동안이었다. 그러나 한 논문은 명청과 공화 시대의 장시 지방 관보와 요리책을 조사했다. 이 출처에는 '산베이지'라는 용어에 대한 기록은 없지만 산베이지와 유사한 요리가 많이 있었다.
한편, 대만 현지 수석 셰프와 식당 주인들은 산베이지가 대만에서 유래했다고 믿고 있다. 그들은 이 요리가 두 가지 목적을 위해 개발되었다고 믿는다. 1) 산후 여성이 먹는 막걸리의 양을 줄이기 위해 2) 먹을 수 있는 기간을 늘리는 것, 이는 절약의 개념에서 파생된다. 또한 대만 농부들은 참기름, 막걸리, 간장을 이용하여 산베이지를 요리했고, 1970년대 이후에는 이 요리에 이러한 양념을 조합하여 '토종 닭 마을'로 홍보되었다.